# سكوت جونسون (مهندس معماري)
سكوت جونسون (بالإنجليزية: Scott Johnson)‏ هو مهندس معماري أمريكي، ولد في 1 فبراير 1951.